# クラウス・シュミット (サッカー指導者)
クラウス・シュミット（Klaus Schmidt、1967年10月21日 - ）は、オーストリアのシュタイアーマルク州・グラーツ出身のサッカー指導者。

## 監督経歴
1997年にカプフェンベルガーSVのユース監督として指導者キャリアをスタート。1999年に当時オーストリア・ブンデスリーガ1部に所属していたグラーツァーAKのコーチに就任。オーストリア・ブンデスリーガ1部における優勝1回、準優勝1回、オーストリア・カップ優勝3回と同クラブの黄金期を支えた。国際舞台では合計50試合のUEFAカップ及びUEFAチャンピオンズリーグ最終予選に出場。リヴァプールFC(1-0)やRCDエスパニョール(1-0)を破り、アヤックス・アムステルダム(1-1)と引き分けるなど好結果を残した。
2007年に同リーグに属するSKアウストリア・ケルンテンのコーチに就任。半年後に監督就任の要請を受けオーストリア・ブンデスリーガ1部における監督デビューを果たす。
2009年、アラビアン・ガルフ・リーグに所属するアラブ首長国連邦（UAE）のアル・ワフダ・アブダビと契約。国内リーグでの優勝とAFCチャンピオンズリーグへの出場を果たす。2010年7月からはヨーゼフ・ヒッケルスベルガー代表監督の下でバーレーン代表のヘッドコーチを務める。その後アル・ワフダ・アブダビに復帰しUAEプレジデントカップで準優勝の結果を残す。
2010年12月8日から12月18日にかけてアラブ首長国連邦（UAE）で開催された第7回目のFIFAクラブワールドカップでは2009-10シーズンのCONCACAFチャンピオンズリーグ優勝チームであるメキシコのCFパチューカと5位決定戦で対戦、PK戦の末敗退する(2-2, PK戦:2-4)。
母国オーストリアに帰国後はカプフェンベルガーSVのアカデミーダイレクターやオーストリアU21代表のコーチを歴任し、2012年にカプフェンベルガーSVの監督に就任。降格危機にあったチームを立て直し、リーグ後期では3位の好結果を残しリーグ残留を果たす。2014年にSVアウストリア・ザルツブルクの監督に就任。リーグ首位を走るものの、シーズン途中から名門FCヴァッカー・インスブルックを監督として率いることになる。降格危機にあったチームを残留に導き、2シーズン目にはリーグ3位の結果を残す。
2016年10月、FCブラウ・ヴァイス・リンツの監督に就任。就任当時最下位であった順位を7位にまで引き上げる。シーズン終了後にSCRアルタッハの監督に就任。オーストリア・ブンデスリーガ1部での最終順位表は8位。UEFAヨーロッパリーグでは当時久保裕也がプレーしていたベルギーのKAAヘントと対戦、1勝1分(3-1, 1-1)の結果で同クラブを破り次ラウンドに進出した。
2018-19シーズンは同じくオーストリア・ブンデスリーガ1部に属するSVマッテルスブルクを率いてUEFAヨーロッパリーグ出場権プレーオフに進出するものの、SKラピード・ウィーンに0-2で敗れた。
2019年にオーストリア・ブンデスリーガ1部に所属するFCアドミラ・ヴァッカー・メードリングの監督に就任。2020年1月に同クラブの新経営陣がFCバイエルン・ミュンヘンやVfLヴォルフスブルクで監督を務めたフェリックス・マガトを新グローバルスポーツダイレクター(Global Sports Director)として招聘。新体制の下、監督やコーチングスタッフを含むスタッフ総入れ替えが行われ、2020年2月にクラブを退団することになった。
フェリックス・マガト招聘後、結果は改悪しチームは2部降格の危機に至る。2021年4月、リーグ戦残り5試合となった時点でクラブ経営陣はフェリックス・マガトとマガトが招聘した監督やコーチングスタッフを全員解任し、再びクラウス・シュミットを呼び戻す。それまでリーグ戦で5勝5分17敗の結果で自信を失っていたチームを短期間で立て直し、残り5試合で僅か1敗という好結果で残留を決めた。チームは監督続投を望んだが、シュミット招聘前に既にクラブ経営陣がアンドレアス・ヘルツォークと2021-22シーズンからの監督契約を交わしていたため、シュミットは2021年6月30日でクラブを退団することになった。
2020年3月にオーストリア・ブンデスリーガ1部で降格危機に至っていたTSVハルトベルクの監督に就任。失点が多くそれまで4連敗中であったチームの守備を立て直し、残り10試合で僅か3敗の好結果で最終節に1部残留に導いた。

## 人物
- AFCチャンピオンズリーグ、FIFAクラブワールドカップ、UEFAカップ及びUEFAチャンピオンズリーグと複数の大陸における国際大会での指導経験がある、数少ないヨーロッパ出身の指導者である(UEFAチャンピオンズリーグは最終予選)。
- 降格争いに巻き込まれたチームを残留に導く経験も豊富で、カプフェンベルガーSV (2012-13、9位→5位)、FCヴァッカー・インスブルック (2014-15、9位→6位)、FCブラウ・ヴァイス・リンツ (2016-17、最下位→7位)、SVマッテルスブルク (2018-19、最下位→8位)、FCアドミラ・ヴァッカー・メードリング (2020-21、最下位→11位)、TSVハルトベルク (2021-22、11位→10位)とこれまで降格圏にいたチームを6度シーズン途中で引き継ぎ、全てのチームを残留に導いている[18][19][20]。
- 欧州最高位指導者ライセンスのUEFAプロライセンスを取得している。
- グラーツ大学を1994年に卒業、スポーツ科学の修士号を取得している[21]。
- グラーツのAcademy of Physiotherapyを1997年に卒業、スポーツ物理療法学のディプロマを取得している[22]。
- ドイツ語、英語に堪能。スペイン語も日常会話レベルで話せる[23]。
- 若手選手の指導経験が豊富で後にオーストリアA代表選手となるマルセル・ザビッツァー(現FCバイエルン・ミュンヘン)やマルティン・ヒンターエッガー(現アイントラハト・フランクフルト)、ズラトコ・ユヌゾヴィッチ(現FCレッドブル・ザルツブルク)、ミヒャエル・グレゴリッチュ(現FCアウクスブルク)の他にも、2018年アジア競技大会の決勝戦で日本U23代表を破った韓国U23代表のKim Jungmin（ドイツ語版）らを指導している[24]。
- ヨーロッパにいながら韓国国籍の選手を度々指導しており、FCアドミラ・ヴァッカー・メードリングでは韓国U23代表のKim Jungmin（ドイツ語版）、カプフェンベルガーSV ではHong-soon Imや後々ロアッソ熊本や金浦市民FCでプレーした金炳延、グラーツァーAKでは後々大邱FCや蔚山現代FCでプレーしたSoon-hak Hong、そして後々韓国A代表や蔚山現代FCでプレーし、浦項スティーラースの主力選手としてAFCチャンピオンズリーグで優勝したNo Byung-jun（英語版）(等々力陸上競技場で開催された川崎フロンターレ戦では1得点1アシストを記録)らを指導している[24]。

## タイトル

### 指導者時代
グラーツァーAK
- オーストリア・ブンデスリーガ：2003-04
- オーストリア・カップ：1999-2000, 2001-02, 2003-04

SCヴィーナー・ノイシュタット
- エアステリーガ：2008-09

アル・ワフダ・アブダビ
- UAEリーグ：2009-10